# HMAS Success (OR 304)
HMAS Success (OR 304) je zásobovací tanker australského námořnictva. Jeho hlavním úkolem je poskytovat na moři jiným lodím palivo, munici a další zásoby. Před zařazením vrtulníkových výsadkových lodí třídy Canberra byl největší válečnou lodí postavenou v Austrálii pro australské námořnictvo. Zároveň je největší lodí postavenou v Sydney. Je také poslední lodí postavenou loděnicí Cockatoo Island Dockyard. Ve službě nahradil tanker HMAS Supply. Australským námořnictvem byl provozován v letech 1986–2019. Vyřazen byl 29. června 2019.

## Stavba

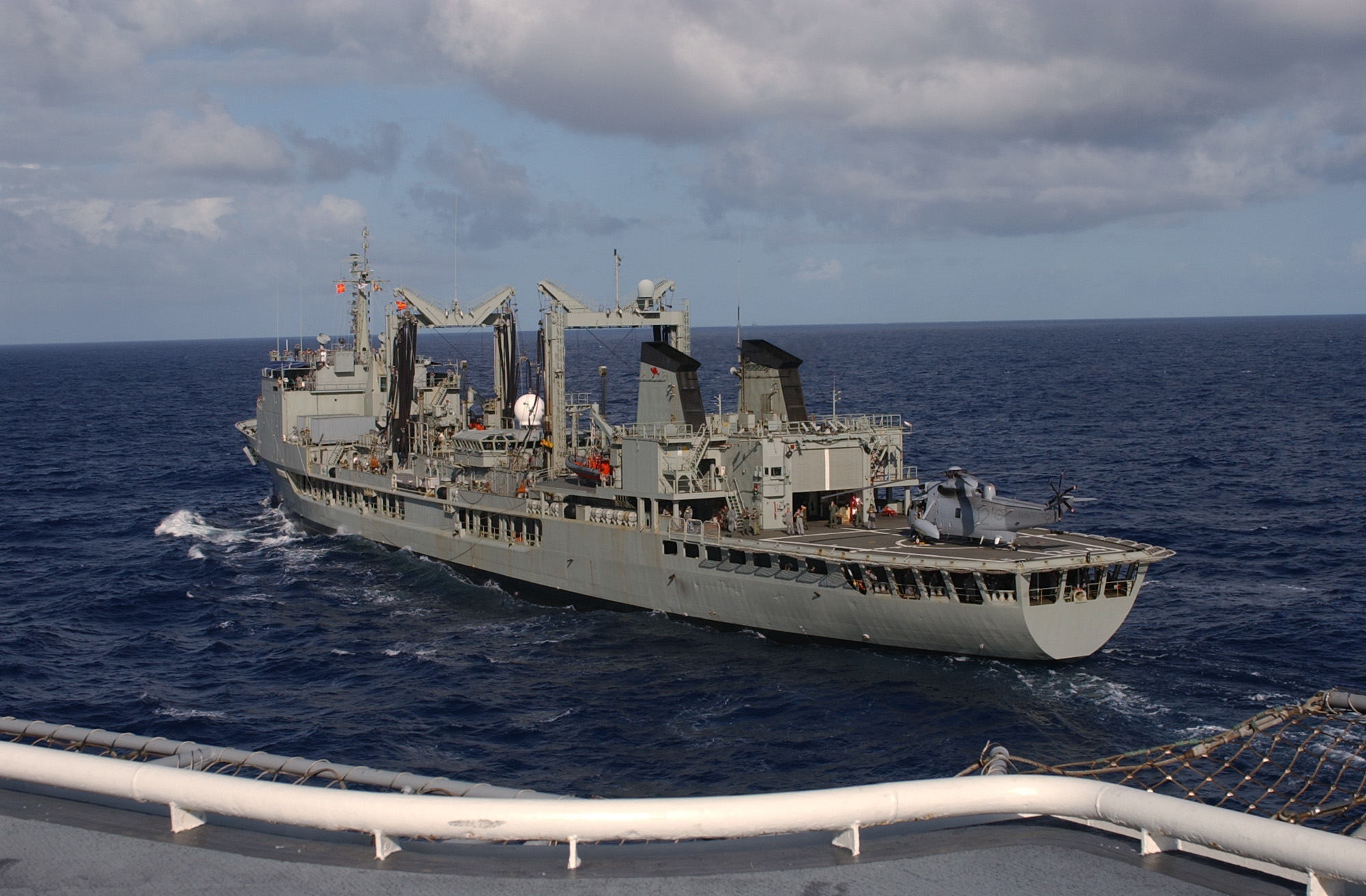
HMAS Success

Plavidlo bylo navrženo na základě francouzské třídy Durance a postaveno australskou loděnicí Cockatoo Island Dockyard v zálivu Port Jackson v Sydney. Stavba byla zahájena 9. srpna 1980, trup byl spuštěn na vodu 3. března 1984 a do služby byla loď uvedena 23. dubna 1986.

## Konstrukce

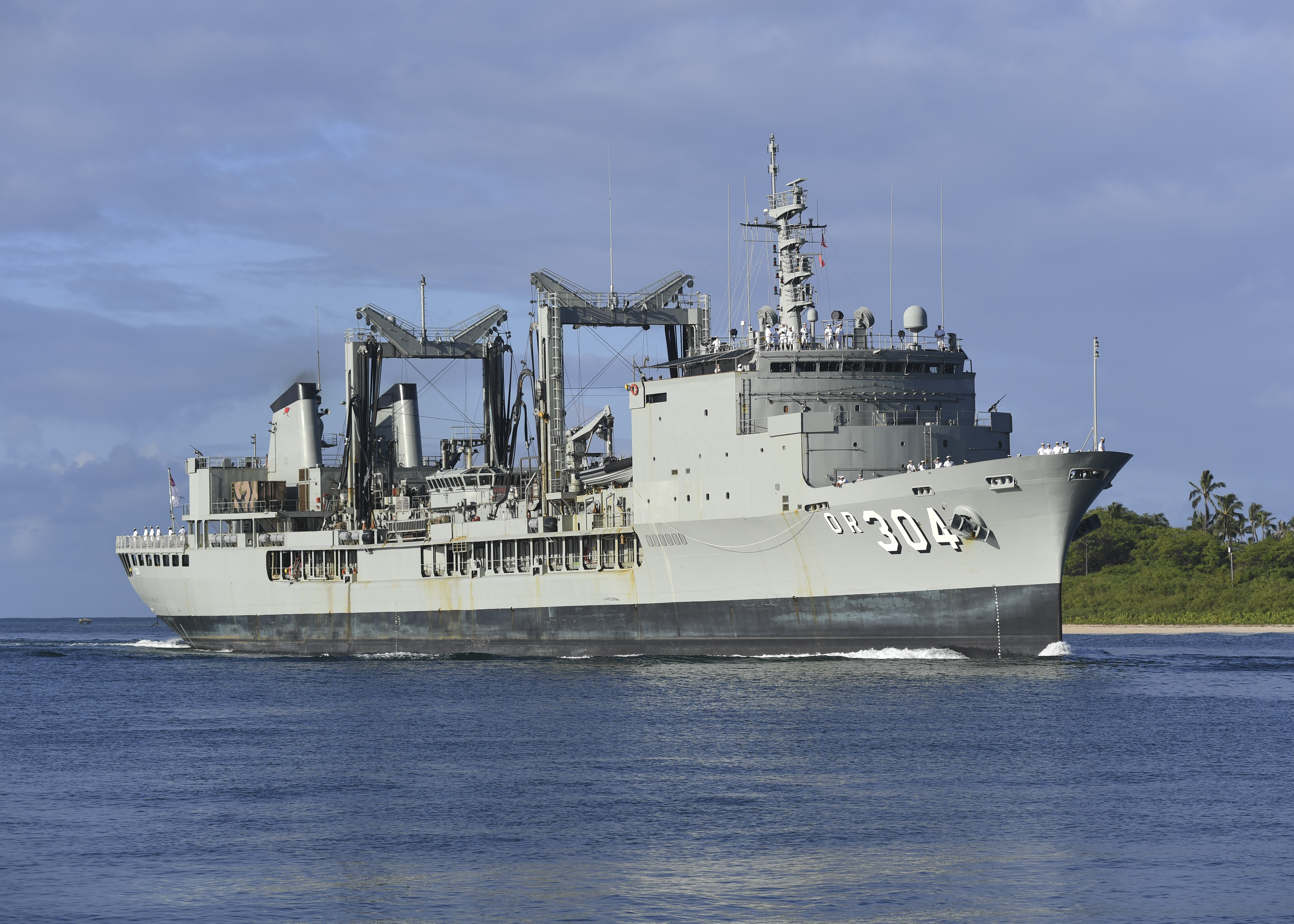
HMAS Success

Na každém boku je vybavena dvěma pozicemi pro doplňování paliva, přičemž vždy jedno stanoviště může zároveň přepravovat i náklad. Vertikální zásobování provádí vrtulník. Plavidlo může přepravovat 8220 t paliva, 1131 t leteckého paliva, 259 t pitné vody, 170 t munice, 183 t potravin a 45 t náhradních dílů. Na zádi je plošina a hangár pro uskladnění jednoho transportního vrtulníku Sea King. Pohonný systém tvoří dva diesey Pielstick 16 PC 2-5V, každý o výkonu 7640 kW. Lodní šrouby jsou dva. Nejvyšší rychlost dosahuje 19 uzlů.

## Operační nasazení
Success byl nasazen jak v první válce v Zálivu roku 1991, tak roku 1999 při mezinárodní intervenci ve Východním Timoru. Na přelomu května a června 2019 plavidlo dokončilo poslední misi, kterou byla návštěva malajského přístavu Makassar. Následně se tanker přes Cairns a Brisbane vrátil do Sydney, kde 29. června 2019 proběhlo jeho vyřazení.